# PUMA (Roboter)

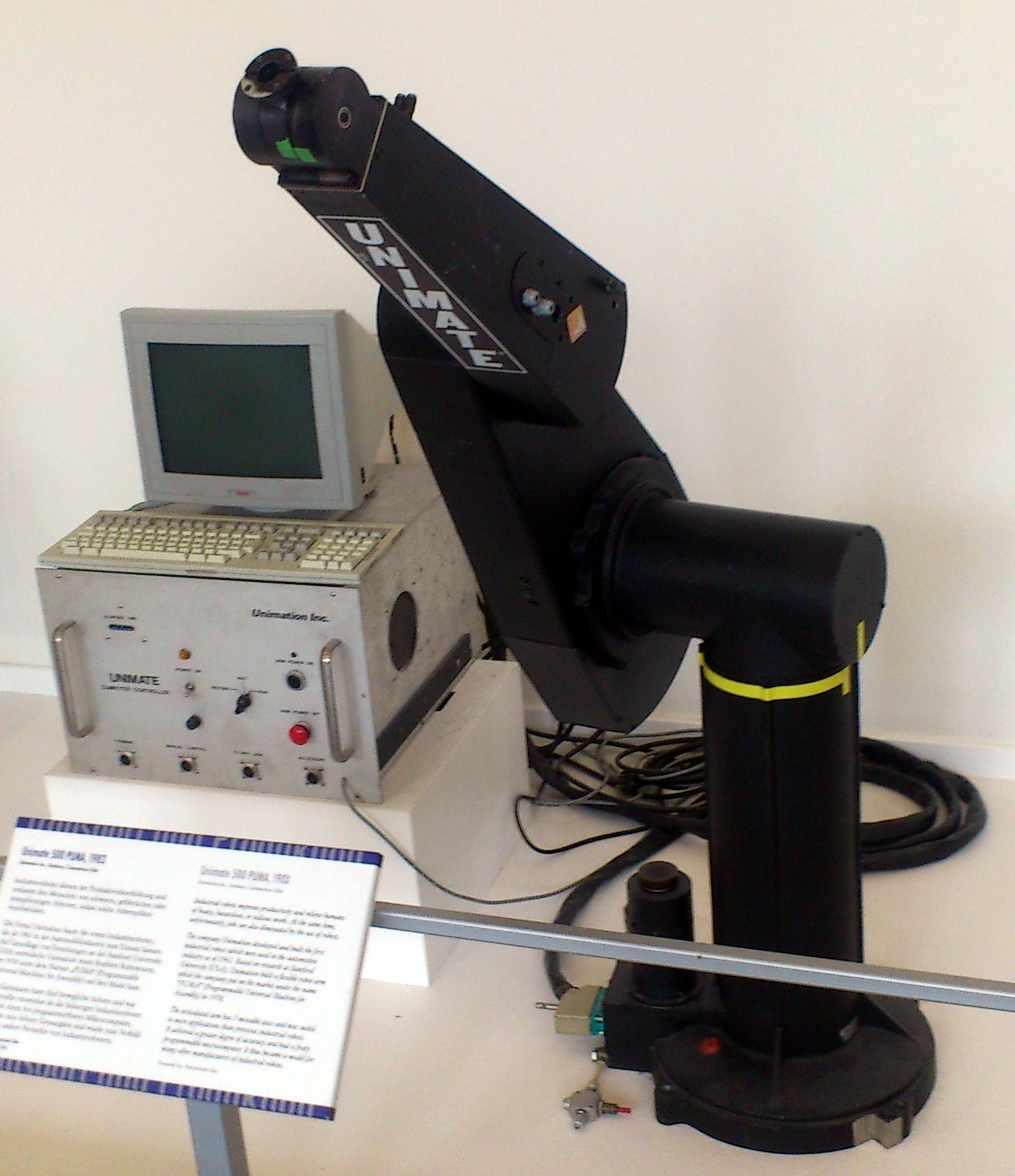
Unimate 500 Puma (1983), Steuereinheit und Computerterminal im Deutschen Museum in München

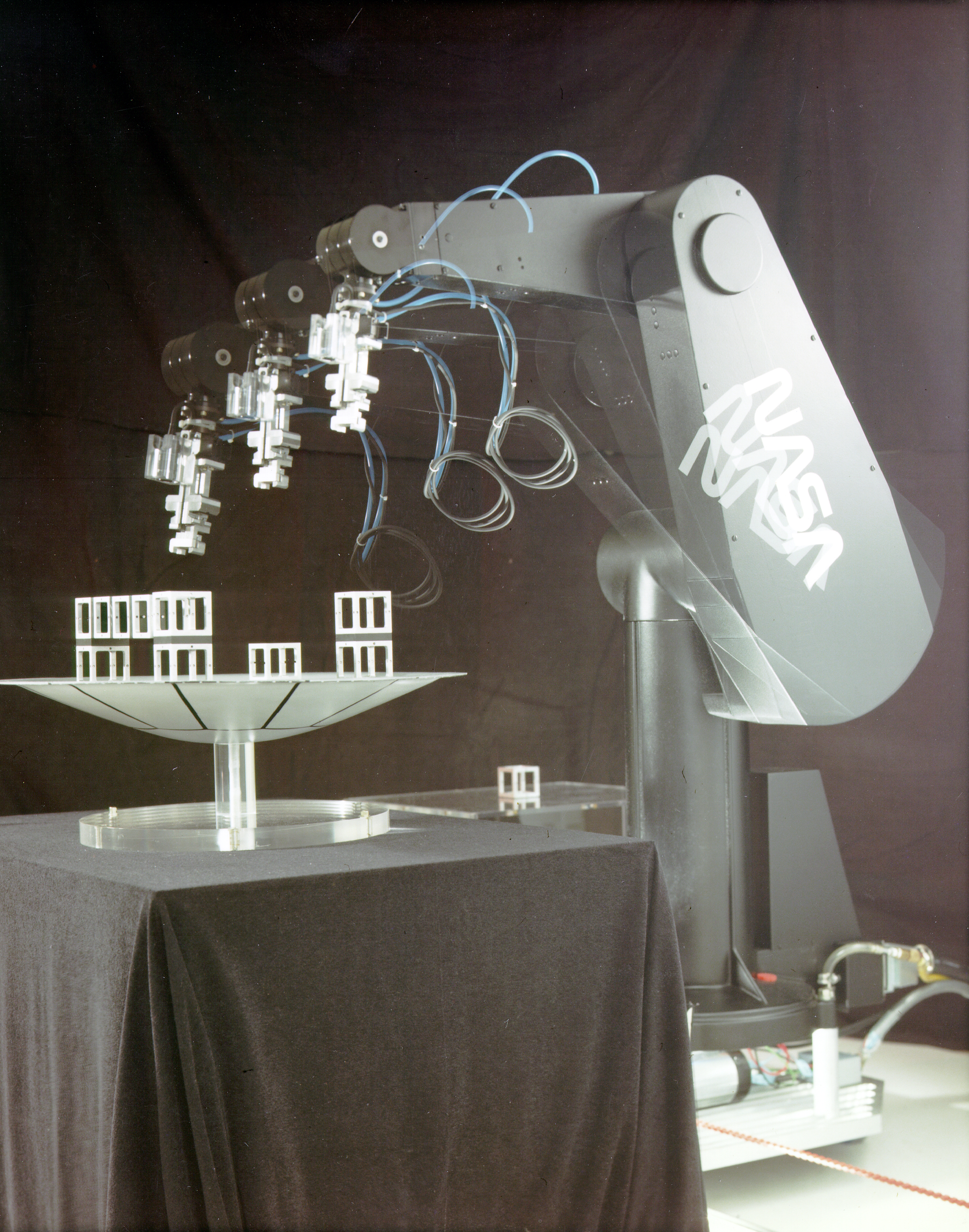
PUMA, mehrfach belichtetes Foto

Der PUMA ist ein weit verbreiteter Industrieroboter. Der Name steht für Programmable Universal Machine for Assembly (Programmierbare, universelle Montage-Maschine) oder auch Programmable Universal Manipulation Arm (Programmierbarer, universeller Handhabungs-Arm). Konstruktiv zeichnet er sich dadurch aus, dass sein in vollen sechs Freiheitsgraden bewegbarer Manipulator ausschließlich auf Rotationsgelenken basiert (im Gegensatz zu einer Kombination mit Translationsgelenken wie z. B. beim SCARA-Industrieroboter).
Der PUMA wurde von Victor Scheinman bei Unimation, dem ersten Roboterhersteller, entwickelt. Scheinman hatte zuvor an MIT und Stanford University die zugrundeliegenden Prinzipien im Rahmen des Projekts Stanford Arm entwickelt. Das Unternehmen wurde um 1980 von Westinghouse, 1988 von Stäubli aufgekauft. Der Ur-PUMA wurde 2003 der Smithsonian Institution als Ausstellungsstück übergeben.
Auch Nokia Robotics stellte in den 1980er Jahren über 1500 PUMA-Roboter her, vor allem den Puma-650.